# Arata Watanabe
Arata Watanabe (渡邉 新太 Watanabe Arata?, Nishi-ku, Niigata, Niigata, 5 de agosto de 1995) es un futbolista japonés que juega como delantero en el Mito HollyHock de la J2 League.

## Trayectoria

### Clubes
| Club            | País  | Año       |
| --------------- | ----- | --------- |
| Albirex Niigata | Japón | 2018-2020 |
| Oita Trinita    | Japón | 2021-2024 |
| Mito HollyHock  | Japón | 2025-     |